# 蒙蒂塞洛 (印地安納州)
蒙蒂塞洛（英語：Monticello）是一個位於美國印地安納州懷特縣的城市。根據2010年美國人口普查，該地人口為5378人，而該地的面積約為9.53平方千米。同時該地也是懷特縣的縣治。

## 地理
蒙蒂塞洛的座標為40°44′48″N 86°45′55″W / 40.74667°N 86.76528°W，而該地的平均海拔高度為207米（即679英尺）。